# Беппу
Бе́ппу (яп. 別府市 Бэппу-си) — город в Японии, находящийся в префектуре Оита. Площадь города составляет 125,23 км², население — 121 072 человека (1 августа 2014), плотность населения — 966,80 чел./км².

## Географическое положение
Город расположен на острове Кюсю в префектуре Оита региона Кюсю. С ним граничат города Оита, Уса, Юфу и посёлок Хидзи.

## Население
Население города составляет 121 072 человека (1 августа 2014), а плотность — 966,80 чел./км². Изменение численности населения с 1980 по 2005 годы:
| 1980 | 136 485 чел. |  |
| 1985 | 134 775 чел. |  |
| 1990 | 130 334 чел. |  |
| 1995 | 128 255 чел. |  |
| 2000 | 126 523 чел. |  |
| 2005 | 126 959 чел. |  |

## Символика
Деревом города считается османтус душистый (Osmanthus fragrans) и камфорное дерево (Cinnamomum camphora), цветком — рододендрон.